# Guy Wouete
Guy Wouete (Douala, 1980) è un artista camerunese.

## Biografia
Guy Wouete nasce nel 1980 a Douala in Camerun. Lavora e vive ad Anversa in Belgio. È un artista multimediale. Ha fatto parte della Fondazione Mnyele Thami e attualmente effettua ricerche nel campo artistico e tecnologico alla Rijksakademie van beeldende kunsten di Amsterdam. I suoi lavori sono stati esposti in gallerie, musei e biennali.

## Tematiche
I lavori di Guy Wouete trattano temi sociali quali l'emigrazione.

## Esposizioni
2010
- Mostra Sur le Chemin de l'emigration Galerie 23, Amsterdam
- Crunch Time 2010

2009
- Biennale de L'Avana
- New entries For Your Eyes Only Copenaghen
- Triennale di Guangzhou di Pechino

2008
- The Night of Altina doual'art, Douala
- Africa Now! World Banck Washington
- Premio Culturesfrance dell'8º festival Dak'Art

2007
- Premio del Programme Afrique et Caraïbes en création de Culturefrance

2006
- Premio Djamilatou Bikami nella 7ª edizione del festival Dak'Art

2005
- Borsa di studio UNESCO-ASHBERG